# Прада (Тренто)
Прада је насеље у Италији у округу Тренто, региону Трентино-Јужни Тирол.
Према процени из 2011. у насељу је живело 159 становника. Насеље се налази на надморској висини од 770 м.